# Gozdnate sipine (Ruisdael)
Gozdnate sipine, znane tudi kot Pokrajina sipin, Kmečka koča v pokrajini in Koča v gaju, je slika olja na plošči iz leta 1646 nizozemskega slikarja zlate dobe Jacoba van Ruisdaela. Je v zbirki muzeja Ermitaž v Sankt Peterburgu.
Na sliki je pokrajina majhnih sipin, s kmetom ob cesti, s svežnjem in palico ob sebi. Na levi je bazen; na enem bregu stoji delavec in se pogovarja z dvema sedečima postavama; na nasprotnem bregu so drevesa. V listju je malo zelene barve, na kateri smo veliko delali z mahl-stikom. Ospredje se zdi nedokončano.
To delo je eno najzgodnejših znanih Ruisdaelov. Ko ga je ustvaril, je bil šele najstnik. Mere so izjemno velike za začetnika: 105 x 163 cm. Ima podpis in datum 1646. Ni znano, kdo je naslikal figure. Umetnostni zgodovinar Seymour Slive dvomi, da je osebje delo Ruisdaelovega očeta Isaacka van Ruisdaela.
Slika je znana pod različnimi imeni. Slika se imenuje Pokrajina sipin v Slivejevem katalogu raisonné iz Ruisdaela iz leta 2001, kataloška številka 615. Slika se v katalogu raisonné Hofstedeja de Groota iz leta 1911 imenuje Gozdnate sipine, kataloška številka 895. Ermitaž jo na svoji spletni strani imenuje Kmečka koča v pokrajini, inventarna številka 939. Kuznecov jo v svoji knjigi o ruskih Ruisdaelih imenuje Koča v gozdu. Končno jo je Irina Sokolova, kustosinja v Ermitažu, v svoji knjigi poimenovala Mala hiša v gozdu.
Manjša različica, prav tako datirana v leto 1646, je v het Goeverneurshuis v Paramaribu v Surinamu. Ta je kataloška številka je 610 v Slivejevem katalogu raisonné iz leta 2001.